# Carrie Jansen
Carrie Jansen (Utrecht, 11 augustus 1954) is een columniste en schrijfster.
Jansen ging op haar 22e in Rotterdam wonen. Ze werkte er als maatschappelijk werkster in een Jongerenadviescentrum (JAC). Na een interview op Radio Rijnmond over een door haar geopende zaak in kleding voor punks Black Widow ging ze werken bij Radio Rijnmond (tegenwoordig RTV Rijnmond) als columnist en presentator. 
In de jaren negentig ging Jansen schrijven voor de Rotterdamse Straatkrant. Ze werd radiocolumnist voor het VARA-radioprogramma Spijkers met koppen van Jack Spijkerman en later Dolf Jansen en Felix Meurders. Ook deed ze een project met de straatprostitué(e)s op de Keileweg, een tippelzone. Met deze Koninginnen van de Nacht deed ze een modeshow in 2001. Daarna maakte ze samen met hen en Rotterdamse artiesten de cd Tippelhits (2002). In 2003 ontving ze daarvoor eerst de Paul Nijgh Penning en later de Harriët Freezerring van het feministisch maandblad Opzij.
In 2010 studeerde Jansen af als meester in de rechten aan de Universiteit Leiden. Zij was werkzaam als sociaal advocaat bij advocatenkantoor Meesters aan de Maas in Rotterdam. Op 31 december 2020 was haar laatste werkdag als advocaat. Vanaf 14 februari 2021 werkte Jansen bij Fier!, met jonge vrouwen en meiden die te maken hebben gehad met geweld. Zij werkte daar als "Medewerker Mooie Dingen" tot 1 november 2023. Sindsdien werkt zij bij "Samen voor alle kinderen", een armoedeproject op Rotterdamse basisscholen. Ook werkt zij samen met de Rotterdamse Ombudsman (Marianne van den Anker). De Ombulance (eerste hulp bij bureaucratische ongelukken) staat op markten in Rotterdam om daar de signalen van Rotterdammers op te halen over problemen met de gemeente en andere instanties.

## Boeken
Jansen publiceerde de volgende boeken:
- 1991: Op oorlogspad. - Houten: Uitgeverij Agathon. - ISBN 90-269-5223-6
- 1999: Een keihard kusje. - Baarn: De Fontein[4]. - ISBN 90-261-1533-4
- 2000: Het Binnenhof der lage lusten: een schelmenroman. - zelfde uitgever. - ISBN 90-261-1614-4
- 2001: Blijf nog even. - Amsterdam: Uitgeverij Rap. - ISBN 90-6005-245-5
- 2003: Koninginnen van de nacht. - zelfde uitgever. - ISBN 90-6005-465-2
- 2005: Kil! een moordverhaal. - zelfde uitgever. - ISBN 90-6005-596-9
- 2007: Nora. Storm in een glas wijn. - Uitgeverij Heinen - ISBN 9789086800995